# テトラフルオロホウ酸1-ヘキシル-3-メチルイミダゾリウム
テトラフルオロホウ酸1-ヘキシル-3-メチルイミダゾリウム（英: 1-Hexyl-3-methylimidazolium tetrafluoroborate、HMIM BF4）は、有機塩であり、室温で淡橙色の液体として存在する、低融点の室温イオン液体である。

## 合成および調製
テトラフルオロホウ酸1-ヘキシル-3-メチルイミダゾリウムは、テトラフルオロホウ酸アンモニウムと塩化1-ヘキシル-3-メチルイミダゾリウムまたは臭化1-ヘキシル-3-メチルイミダゾリウムとの間でのマイクロ波反応によって調製できる。代わりに、1-ヘキシルイミダゾールをテトラフルオロホウ酸トリメチルオキソニウムと反応させることでも調製できる。

## 特性
テトラフルオロホウ酸1-ヘキシル-3-メチルイミダゾリウムは、-81 °Cという非常に低い融点を持つ。また、1.18 mS·cm−1の電気伝導率と5.1 Vの電位窓を持つ。

## 用途
テトラフルオロホウ酸1-ヘキシル-3-メチルイミダゾリウムは、宇宙用潤滑剤のための成分として研究されている。また、テトラフルオロホウ酸1-ヘキシル-3-メチルイミダゾリウムは、環化付加反応において溶媒として使用され、その際にマイクロ波照射と音響化学的アプローチの両方を適用することができる。